# Rhytidocaulon
Genre
Classification APG III (2009)
Rhytidocaulon est un genre de plante succulente de la famille des asclépiadacées, proche du genre Caralluma. Comme ce dernier, son aire de distribution se répartit entre l'Éthiopie, le Kenya, la Somalie, Oman, l'Arabie saoudite et le Yémen. Elle se distingue des autres asclépiadacées par ses tiges fripées et irrégulières, couvertes de pruine.
Du grec « rhytidos » fripé, froissé, et « kaulos », tronc. 
Elles apprécie la chaleur et une situation légèrement ombragée. Dans son habitat naturel elle pousse sous des broussailles.
Ce genre est assez difficile en culture.

## Espèces
Selon NCBI (21 avr. 2010) :
- Rhytidocaulon ciliatum
- Rhytidocaulon fulleri
- Rhytidocaulon macrolobum

Selon d'autres sources:
- Rhytidocaulon arachnoideum
- Rhytidocaulon fulleri
- Rhytidocaulon macrolobum
- Rhytidocaulon paradoxum
- Rhytidocaulon sheilae
- Rhytidocaulon subscandens